# Лала, Кевин
Кевин Лала (прежде Лаланд; англ. Kevin N. (Neville) Lala, ранее Laland; род. 5 октября 1962) — британо-английский биолог-эволюционист, специалист в особенности по социальному обучению животных. Доктор философии, профессор Сент-Эндрюсского университета, член Эдинбургского королевского общества. Автор Darwin’s Unfinished Symphony: How Culture Made the Human Mind (Princeton University Press, 2017) {Рец. Дж. Рискин}. 
Степень доктора философии получил в Университетском колледже Лондона. Затем по Human Frontier Science Program являлся стипендиатом в Калифорнийском университете в Беркли. После чего в Кембридже стипендиат BBSRC и Royal Society University Research Fellowship. С 2002 года в Сент-Эндрюсском университете, ныне его профессор. Феллоу Королевского биологического общества. Экс-президент Общества культурной эволюции (CES).
Вместе с группой других биологов он сторонник мнения о необходимости пересмотра синтетической теории эволюции, сторонник концепции ее «расширенного синтеза». Как отмечает Джессика Рискин: "Лаланд посвятил свою карьеру новаторской работе против редукционистских, упрощенных и догматических подходов к эволюции, выстраивая кирпичик за кирпичиком веские аргументы в пользу более богатого и сложного видения".
Его кн. Darwin’s Unfinished Symphony удостоилась нескольких отличий, в частности попала в десятку лучших книг по биологии 2017 года по версии Forbes.com (выбранная GrrlScientist). Соавтор Evolutionary Causation: Biological and Philosophical Reflections (2019).
Опубликовал более 230 научных статей и 13 книг по широкому кругу вопросов, связанных с поведением и эволюцией животных, особенно с социальным обучением, культурной эволюцией и Niche construction. Публиковался в Nature, Nat Hum Behav, Nature Communications, Annual Reviews, Proc Natl Acad Sci.